# Folkeafstemningen om forsvarsforbeholdet
Folkeafstemningen om afskaffelse af det danske forsvarsforbehold blev afholdt den 1. juni 2022. Resultatet blev, at 66,9 % af vælgerne stemte ja til at afskaffe forsvarsforbeholdet, mens 33,1 % stemte nej. Afstemningen afspejlede dermed den hidtil største forskel på ja- og nejstemmer ved en dansk EU-folkeafstemning. Stemmeprocenten var på 65,8 %, hvilket var det hidtil næstlaveste ved en folkeafstemning om EU. Kun i 2014 ved folkeafstemningen om Danmarks tilslutning til den fælles europæiske patentdomstol var valgdeltagelsen endnu lavere. 
Afstemningen blev annonceret som en del af en forsvarspolitisk aftale den 6. marts 2022 mellem Socialdemokratiet, Socialistisk Folkeparti, Radikale Venstre, Venstre og det Konservative Folkeparti. Afstemningen omhandlede, hvorvidt Danmark fortsat skulle opretholde det forsvarsforbehold, der indgik som et af de fire EU-forbehold, der blev etableret som del af det Nationale Kompromis i 1992. Forsvarsforbeholdet adskildte sig fra de reelt to andre EU-forbehold ved at være et forbehold fra et mellemstatsligt sammarbejde, hvorimod rets- og euroforbeholdet er overstatslige samarbejder.
Spørgsmålet på stemmesedlen var "Stemmer du ja eller nej til, at Danmark kan deltage i det europæiske samarbejde om sikkerhed og forsvar ved at afskaffe EU-forsvarsforbeholdet?" Hvis der stemtes nej, forblev forbeholdet som hidtil. Hvis der stemtes ja, ophævedes forsvarsforbeholdet.
Forsvarsforbeholdet betød, at Danmark som hovedregel ikke deltog i de dele af EU's fælles udenrigs- og sikkerhedspolitik, der omfatter forsvarsområdet. Danmark deltog således ikke i EU’s militære operationer, var ikke med til at finansiere dem, og stillede heller ikke med soldater og militært udstyr til EU-ledede missioner i konfliktområder, ligesom Danmark ikke havde stemmeret i forsvarspolitiske sager i Ministerrådet.
Forsvarsforbeholdet blev officielt afskaffet 1. juli 2022.

## Baggrund
Ved en folkeafstemning i 1992 stemte et flertal af de danske vælgere nej til den såkaldte Maastricht-traktat, som var en nylig indgået traktat mellem de daværende EF-lande, der omdannede Det Europæiske Fællesskab EF til den Europæiske Union (EU). Efter det danske nej formulerede et bredt flertal af Folketingets partier Det Nationale Kompromis, hvis væsentlige indhold var, at Danmark på fire områder tog forbehold overfor Maastricht-traktatens indhold, nemlig med hensyn til
- Retlige og indre anliggender (Retsforbeholdet)
- EU's fælles sikkerheds- og forsvarspolitik (Forsvarsforbeholdet)
- Unionsborgerskabet (forbeholdet om unionsborgerskab)
- Fælles mønt (ØMU-forbeholdet)

Med Edinburgh-aftalen i december 1992 vedtog EU's stats- og regeringschefer en særordning om Danmarks tilknytning til EU, der bekræftede de fire danske undtagelser. Ved en ny dansk folkeafstemning i maj 1993 sagde et vælgerflertal derpå ja til Maastricht-traktaten inklusive Edinburgh-aftalens forbehold.
Forsvarsforbeholdet undtog Danmark fra at deltage i EU's militære operationer og øvrige militære samarbejde, ligesom Danmark ikke medfinansierede operationerne. Forbeholdet blev efter indførelsen indskrevet som en særlig protokol i den efterfølgende EU-traktat fra 1997 kaldet Amsterdamtraktaten. Ifølge en opgørelse fra Folketingets EU-oplysning har Danmark aktiveret forsvarsforbeholdet mindst 31 gange fra indførelsen i 1993 frem til 2022. 14 af disse aktiveringer drejede sig om militære operationer eller missioner.

## Udskrivning af folkeafstemningen
Efter Ruslands invasion af Ukraine i februar 2022 indgik den socialdemokratiske regering den 6. marts en forsvarsaftale med partierne Venstre, SF, Radikale Venstre og Det Konservative Folkeparti, som parterne navngav "Nationalt kompromis om dansk sikkerhedspolitik". Udover enighed om, at Danmarks forsvarsudgifter permanent burde forøges til et niveau på 2 % af BNP inden udgangen af 2033, annoncerede aftalen afholdelse af en folkeafstemning den 1. juni 2022 om at ophæve Danmarks forsvarsforbehold.
Den 10. maj 2022 blev lovgrundlaget for afholdelse af folkeafstemningen endeligt vedtaget af Folketinget.
Det var tredje gang, at et af forbeholdene fra det Nationale Kompromis fra 1992 blev sat til folkeafstemning. I 2000 var der en folkeafstemning om at indføre euro i Danmark og dermed ophæve forbeholdet overfor den fælles valuta, og i 2015 blev der afholdt en folkeafstemning om at ophæve retsforbeholdet. Begge folkeafstemninger endte med en forkastelse af forslagene.

## Formulering af spørgsmål på stemmesedlen
Den konkrete formulering af spørgsmålet på stemmesedlen, som vælgerne skulle tage stilling til, blev genstand for en del debat, inden lovforslaget om folkeafstemningen blev vedtaget. Da lovforslaget blev fremlagt 30. marts 2022, lød forslaget til ordlyden på stemmesedlen: "Stemmer du ja eller nej til, at Danmark kan deltage i det europæiske samarbejde om sikkerhed og forsvar?" Denne formulering mødte imidlertid kritik fra både nejpartier og fra flere forskere. Professor i statskundskab ved Aarhus Universitet Derek Beach mente, at spørgsmålet kunne misforstås, og at det ikke var tydeligt, hvad vælgerne skulle tage stilling til, mens professor i dansk ved Københavns Universitet Tanya Karoli Christensen udtalte, at spørgsmålet var delvist vildledende, og at det var svært at afgøre, hvad spørgsmålet dækkede over. 7. april ændrede regeringen formuleringen ved at tilføje ordene "(...) ved at afskaffe EU-forsvarsforbeholdet?"

## Anbefalinger
Herunder er en oversigt over, hvilke partier, organisationer og medier, der anbefalede at stemme, hvad til folkeafstemningen.

### Anbefalede at afskaffe forsvarsforbeholdet
| Partier - Socialdemokratiet (Regeringen) - Radikale Venstre - Det Konservative Folkeparti - Socialistisk Folkeparti - Veganerpartiet - Liberal Alliance - Kristendemokraterne - Moderaterne - Venstre - Alternativet | Andre organisationer - Alternativets Unge - Danmarks Socialdemokratiske Ungdom - Dansk Erhverv - Dansk Industri - Dansk Metal - Danske Rederier - Europabevægelsen - Europæisk Ungdom - Fagbevægelsens Hovedorganisation - Radikal Ungdom - Socialistisk Folkepartis Ungdom[kilde mangler] - Venstres Ungdom | Medier - Politiken - Berlingske - Jyllands-Posten - B.T. - Dagbladet Information |

### Anbefalede at bevare forsvarsforbeholdet
| Partier - Nye Borgerlige - Folkebevægelsen mod EU - Dansk Folkeparti - Enhedslisten | Andre organisationer - Nye Borgerliges Ungdom - Rød-Grøn Ungdom - Socialistisk Ungdomsfront[kilde mangler] - Konservativ Ungdom - Liberal Alliances Ungdom - Dansk Folkepartis Ungdom - Danmarks Kommunistiske Ungdom | Medier - Dagbladet Arbejderen - Kontrast - Ekstra Bladet |

### Ville ikke give særlig anbefaling til vælgerne
- Frie Grønne – Stemte som parti ja til afskaffelse af forsvarsforbeholdet, men kom ikke med anbefaling til, hvad vælgerne skulle stemme.[39]

## Meningsmålinger
En række forskellige meningsmålingsinstitutter spurgte jævnligt siden udskrivningen af folkeafstemningen et udsnit af befolkningen, hvad de ville stemme med hensyn til at afskaffe forsvarsforbeholdet. Ordlyden af de konkrete spørgsmål afviger lidt fra institut til institut, og de bruger forskellige statistiske metoder til at omregne svarene fra deltagerne til et repræsentativt billede af befolkningen.
| Udgivelsesdatoer | Analyseinstitut          | Størrelse | Ja     | Nej    | Uafklaret | Favør |
| ---------------- | ------------------------ | --------- | ------ | ------ | --------- | ----- |
| 27. maj 2022     | Kantar Public/Berlingske | 2048      | 57 %   | 28 %   | 13,7 %    | 29 %  |
| 20. maj 2022     | Epinion/DR               |           | 42 %   | 28 %   | 22 %      | 14 %  |
| 17. maj 2022     | Kantar Public/Berlingske | 1.004     | 42,0 % | 26 %   | 28 %      | 16 %  |
| 15. maj 2022     | Wilke/Jyllands-Posten    | ca. 1.000 | 41,0 % | 35,1 % | 23,8 %    | 5,9 % |
| 9. maj 2022      | Epinion/DR               |           | 38 %   | 27 %   | 28 %      | 11 %  |
| 7. maj 2022      | Voxmeter/Ritzau          |           | 40,3%  | 35,5 % | 24,2 %    | 4,8 % |
| 28. april 2022   | Epinion/DR               |           | 39 %   | 26 %   | 29 %      | 13 %  |
| 11. april 2022   | Voxmeter/Ritzau          | 1.007     | 38,8 % | 32,4 % | 28,8 %    | 6,4 % |
| 8. april 2022    | Epinion/DR               | 2.102     | 36 %   | 27 %   | 33 %      | 9 %   |
| 7. april 2022    | Voxmeter/Ritzau          | 1.007     | 39,2 % | 35,8 % | 25 %      | 3,4 % |
| 29. marts 2022   | Voxmeter/Ritzau          | ca. 1.000 | 40,3 % | 35,4 % | 24,3 %    | 4,9 % |
| 21. marts 2022   | Voxmeter/Ritzau          | 1.003     | 38 %   | 31 %   | 31 %      | 7 %   |
| 18. marts 2022   | Epinion/DR               | 1.020     | 38 %   | 23 %   | 32 %      | 15 %  |
| 17. marts 2022   | Wilke/Jyllands-Posten    | 1.000     | 42 %   | 30 %   | 28 %      | 12 %  |
| 12. marts 2022   | Voxmeter/Ritzau          | 1.509     | 44 %   | 29 %   | 27 %      | 15 %  |
| 8. marts 2022    | Megafon/TV 2             | 1.054     | 55 %   | 23 %   | 22 %      | 22 %  |

### Exitpolls
To meningsmålingsinstitutter foretog exitpolls for DR og TV 2 på valgdagen. Exitpollsene blev offentliggjort klokken 20.
| Dato         | Analyseinstitut | Størrelse | Ja     | Nej    | Favør  |
| ------------ | --------------- | --------- | ------ | ------ | ------ |
| 1. juni 2022 | Megafon/TV 2    | 7.000     | 67,4 % | 32,6 % | 34,8 % |
| 1. juni 2022 | Epinion/DR      | 2.812     | 69,1 % | 30,9 % | 38,2 % |

## Resultater
| Valg                                   | Stemmer   | %      |
| -------------------------------------- | --------- | ------ |
| Ja                                     | 1.848.242 | 66,87  |
| Nej                                    | 915.717   | 33,13  |
|                                        |           |        |
| Gyldige stemmer                        | 2.763.959 | 98,62  |
| Blanke stemmer                         | 32.739    | 1,17   |
| Ugyldige stemmer                       | 5.819     | 0,21   |
| Totale stemmer                         | 2.802.517 | 100,00 |
| Registrerede vælgere og valgdeltagelse | 4.260.944 | 65,77  |

### Resultater efter storkreds
| Storkredse       | Ja        | Ja        | Nej       | Nej       |
| Storkredse       | (stemmer) | (procent) | (stemmer) | (procent) |
| ---------------- | --------- | --------- | --------- | --------- |
| København        | 235.847   | 69,4 %    | 104.221   | 30,6 %    |
| Københavns Omegn | 160.852   | 68,1 %    | 75.490    | 31,9 %    |
| Nordsjælland     | 172.177   | 71,8 %    | 67.611    | 28,2 %    |
| Bornholm         | 12.827    | 62,9 %    | 7.552     | 37,1 %    |
| Sjælland         | 265.947   | 64,0 %    | 149.567   | 36,0 %    |
| Fyn              | 165.365   | 67,3 %    | 80.211    | 32,7 %    |
| Sydjylland       | 214.790   | 63,2 %    | 124.833   | 36,8 %    |
| Østjylland       | 274.182   | 69,5 %    | 120.265   | 30,5 %    |
| Vestjylland      | 168.770   | 66,3 %    | 85.772    | 33,7 %    |
| Nordjylland      | 177.485   | 63,9 %    | 100.195   | 36,1 %    |

## Yderligere læsning